# Fotokatoda
Fotokatoda to katoda wysyłająca elektrony pod wpływem światła. Fotokatoda jest podłączana do ujemnego bieguna napięcia zasilającego i stanowi ważny element wielu detektorów promieniowania zawierających lampy próżniowe, np. fotopowielacz.
Konstrukcja fotokatody opiera się na cienkiej warstwie materiału naniesionej na powierzchnię nośną. Warstwa ta może być nieprzeźroczysta, a wtedy emisja elektronów następuje z tej samej strony, z której pada światło. Fotokatody nieprzeźroczyste stosuje się w fotodiodach próżniowych, gdzie elektrody te mają kształt walca lub kuli otaczającej anodę. Fotokatody umieszczone są wewnątrz lampy.
Niektóre fotokatody wykonuje się w postaci półprzezroczystej powierzchni. Dzięki temu emisja elektronów następuje po przeciwnej stronie niż oświetlana powierzchnia. Fotokatody półprzezroczyste są stosowane głównie w fotopowielaczach. Zwykle napyla się je na wewnętrzną stronę bańki.
Ze względu na niską pracę wyjścia fotokatody wykonane są głównie z metali alkalicznych (najczęściej cez) i ich związków, między innymi ze srebrem, tlenem i antymonem, tlenkowo-cezowe, antymonowo-cezowe. W zależności od rodzaju fotokatody jest ona czuła w różnych zakresach widma, generalnie są to wartości z zakresu od bliskiej podczerwieni do ultrafioletu, czułość jest niewielka – kilkadziesiąt μA/lm.